# USS Chenango (CVE-28)
«Ченанго» (англ. Chenango (CVE-28)) — американський ескортний авіаносець типу «Сенгамон». Другий корабель ВМС США з такою назвою. Брав активну участь у Другій світовій війні.

## Історія створення

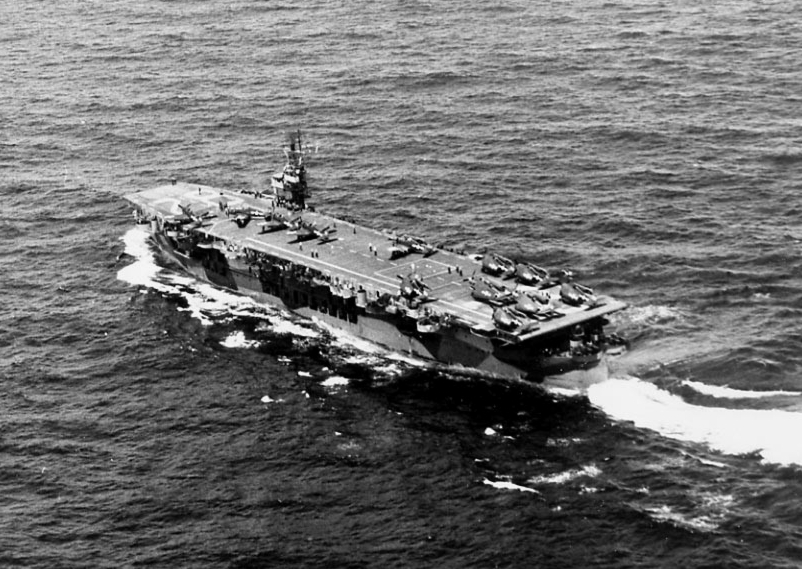
Авіаносець «Ченанго» в поході

Авіаносець «Ченанго», побудований як танкер Esso New Orleans, був викуплений ВМС США 31 травня 1941 року, перейменований в «Ченанго» та 20 червня 1941 року введений у стрій як ескадрений танкер (індекс AO-31).
16 березня 1942 року було прийняте рішення про переобладнання корабля в авіаносець. Роботи проводились на Бетлегем стіл корпорейшн. 19 вересня 1942 року авіаносець вступив у стрій.

## Історія служби
Після переобладнання авіаносець був відправлений в Атлантичний океан, де в листопаді 1942 року брав участь в операції «Смолоскип», здійснюючи перевезення сухопутних винищувачів.
У грудні 1942 року «Ченанго» був переведений на Тихий океан, де забезпечував доставку підкріплень на Гуадалканал (січень — липень 1943 року).
Авіаносець брав участь у десантних операціях на Острови Гілберта (листопад — грудень 1943 року). 29 листопада 1943 року літаки з авіаносця потопили японський підводний човен I-21.
Потім авіаносець прикривав висадку на Маршаллові Острови (січень — лютий 1944 року), в районі Холландія (о. Нова Гвінея, квітень 1944 року), Маріанські острови (червень — липень 1944 року), о. Моротай (вересень 1944 року) та Лейте (19—24.10.1944 року, 26.10 — 03.11.1944 року).
У грудні 1944 — січні 1945 року авіаносець пройшов ремонт у США, після чого брав участь в битві Окінаву (1 квітня — 8 червня 1945 року), завдавав ударів по аеродромах камікадзе на островах Сакісіма.
9 квітня «Ченанго» був пошкоджений американський літаком, який упав на корабель.
Протягом липня — серпня 1945 року авіаносець забезпечував дії з'єднання тилу 3-го флоту США.
Після закінчення бойових дій корабель перевозив американських солдатів та моряків на батьківщину (операція «Чарівний килим»).
14 серпня 1946 року авіаносець був виведений в резерв.
12 червня 1955 року «Ченанго» був перекласифікований в ескортний вертольотоносець CVHE-28. 1 березня 1959 року корабель був виключений зі списків флоту і у 1962 році зданий на злам.